# Gareth Jones
Garet Jones (nacido en 1954 en Warrington. Lancashire, Inglaterra) es un productor e ingeniero musical inglés, de notable colaboración con los grupos británicos Depeche Mode e Erasure, así como con el grupo alemán Einstürzende Neubauten.

## Historia
Cuando joven, Gareth Jones tocó diferentes instrumentos, pero pronto se interesó por la naciente electrónica, comenzando como otros de sus coetáneos a experimentar con sus propios recursos, grabando y editando su material amateur. Después llegaría a encargarse de la ingeniería del álbum Metamatic de John Foxx en 1980.
Por su actividad como ingeniero y mezclador, vivió en Viena y en Berlín, donde comenzó a experimentar con grabaciones atmosféricas. Por aquella época algunas bandas grabaron sus instrumentos a través de grandes amplificadores en micrófonos creando un gran sonido de arena, recurso que llamara la atención de bandas inglesas, principalmente de Depeche Mode.
Jones se encargó de la ingeniería del tercer álbum de Depeche Mode, Construction Time Again, si bien, de facto, fuera coproductor del mismo junto con Daniel Miller. Después fue coproductor de sus siguientes álbumes, Some Great Reward y Black Celebration, los cuales serían determinantes en la trayectoria del grupo y en el género electrónico mismo. Para 1989 se convirtió en productor del dueto Erasure de Vince Clarke, quien había sido miembro de Depeche Mode, siendo desde ese momento uno de sus productores más frecuentes; además, en 2001 participó de nuevo con DM como ingeniero de su álbum Exciter.
En 2020, tras varias décadas como productor, realizó su primer álbum solista llamado "Electrogenetic".
En 2022, junto a Nick Hook como parte de la banda "Spiritual Friendship", lanza "IV", que cuenta con artistas invitados, entre ellos Andy Bell, quien participa cantando en la canci̪ón "An Honest Key".
Jones es pionero del uso de equipo digital, y del empleo de instrumentos electrónicos como el Synclavier.

## Discografía como productor e ingeniero
- Metamatic (John Foxx 1980)
- Construction Time Again (Depeche Mode 1983, como Tonemeister)
- Some Great Reward (Depeche Mode 1984, como coproductor)
- Halber Mensch (Einstürzende Neubauten 1985)
- Black Celebration (Depeche Mode 1986, como coproductor)
- The Ideal Copy (Wire 1987)
- A Bell Is a Cup... Until It Is Struck (Wire 1988)
- The Bride Ship (Crime and the City Solution 1989)
- The Good Son (Nick Cave and the Bad Seeds 1989)
- Wild! (Erasure 1989, como coproductor)
- Erasure (Erasure 1995, como coproductor)
- Ultra (Depeche Mode 1997, como ingeniero de voces)
- Cowboy (Erasure 1997, como coproductor)
- Danceteria (Indochine 1999)
- Exciter (Depeche Mode 2001, como ingeniero)
- Paradize (Indochine 2002)
- Other People's Songs (Erasure 2003, como coproductor)
- We Collide (Mesh 2006)
- Light at the End of the World (Erasure 2007, como productor)
- Beat Pyramid (These New Puritans 2008)
- Breathing love (Isaac Junkie feat. Andy Bell 2014, como  ingeniero de voces)
- Snow Globe (Erasure 2013, como coproductor)